# Coatepec de los Naranjos
Coatepec de los Naranjos är en ort i Mexiko.   Den ligger i kommunen General Heliodoro Castillo och delstaten Guerrero, i den södra delen av landet, 190 km söder om huvudstaden Mexico City. Coatepec de los Naranjos ligger 895 meter över havet och antalet invånare är 110.
Terrängen runt Coatepec de los Naranjos är kuperad åt sydväst, men åt nordost är den bergig. Coatepec de los Naranjos ligger nere i en dal. Runt Coatepec de los Naranjos är det ganska glesbefolkat, med 21 invånare per kvadratkilometer. Närmaste större samhälle är Nuevo Balsas, 18,2 km norr om Coatepec de los Naranjos. I omgivningarna runt Coatepec de los Naranjos växer huvudsakligen savannskog.